# Bosc Estatal d'En - Entrevalls
El Bosc Estatal d'En - Entrevalls (en francès, oficialment, Forêt Domaniale d'En - Entrevalls) és un bosc a cavall dels termes comunals de Nyer i de Toès i Entrevalls, a la comarca del Conflent, de la Catalunya del Nord.
Està situat al sud-est del terme de Toès i Entrevalls i a l'oest del de Nyer, a la dreta del Torrent de Carançà i a banda i banda del Torrent de Faget, a migdia de la Tet, bastant enlairat per damunt de la llera d'aquest riu, que queda una mica allunyat.
El bosc està sotmès a una explotació gestionada per l'Office National des Forêts (ONF); la propietat del bosc és de l'estat francès, ja que procedeix d'antigues propietats reials. Té el codi identificador de l'ONF F16205G.